# ری دیویس
ری دیویس (انگلیسی: Ray Davis) کارآفرین اهل ایالات متحده آمریکا است، که در سال ۱۹۹۵ شرکت انرژی ترانسفر را تأسیس کرد.